# Птице у устима
Птице у устима (шп. Pájaros en la boca y otros cuentos) су изабране приче Саманте Швеблин (шп. Samanta Schweblin) из 2008. године које су објављене 2015. године на српском језику.

## Кратке приче
Птице у устима и друге приче: изабране приче избор су од 16 прича из обе досадашње књиге Саманте Швеблин, уз додатак приче Олингирис, штампане 2010. у часопису Грант, а која је део још необјављеног рукописа. Избор је сачинио и приче превео Бранко Анђић. У причама постоји латентна напетост (Птице у устима, У степи), стални призвук хорора (Под земљом, Очајне жене), као и апсурда (Црне рупе). Чак и у анегдотама тривијалног садржаја (Деда Мраз спава код нас, Главе о асфалт) од свакодневног живота се прави зачарани круг из ког је немогуће наћи излаз. Горки хумор неретко је резултат неспоразума међу актерима. Однос писца према препознатљивој стварности различит је и мења се из приче у причу, у распону од „цитирања“ реалности, барем у почетку приче, које потом бива подривано упливом апсурда или фантастичких елемената, све до убрзаног одмицања од ње, које почиње безмало у првој реченици, након које се улази у сасвим другу реалност и паралелни свемир.
| „ | У коначном свођењу утисака "Птице у устима и друге приче: изабране приче" Саманте Швеблин откривају се као луцидне и провокативне, стилски ваљано написане кратке прозе дошле из пера ауторке несвакидашњег талента. | ” |

## О Саманти Швеблин
Ауторка спада у најпознатије савремене аргентинске приповедаче и превођена је на 15-так језика. Швеблин, по сопственом признању, верује у занимљиву и подстицајну књижевност, а ужасава се досадне. Она углавном пише приче које су захтевна форма која стално ставља на пробу ауторов таленат и способност да буде уверљив и узбудљив. 
Британски књижевни часопис Грант сврстао ју је 2010. године међу 22 најбоља писца шпанског говорног подручја млађа од 35 година.

### Стил писања
Швеблин покушава да у баналним свакодневним ситуацијама представи комбинацију књижевности апсурда, фантастике и хорора. Изграђује штури језик без придева. Њени дијалози као да су део неке Бекетовске драме где све што се каже постаје све горе и горе. Приповедачки стил Саманте Швеблин сложенији је него што то наговештавају њене једноставне, стрепњом прожете реченице. Њени протагонисти теже да побегну из своје стварности у неку другу, благороднију.

## Награде
Саманта Швеблин је 2008. године добила награду за књигу прича Kasa de las Amerikas. То је угледно континентално признање које се већ деценијама додељује на Кубиауторима са шпанског говорног подручја.